# Christian Gille
Christian Gille (n. 6 ianuarie 1979, Wolfen, Saxonia-Anhalt, Germania) este un canoist german, medaliat olimpic. A participat la 3 ediții ale Jocurilor Olimpice (2000, 2004, 2008) în care a câștigat o medalie de aur, o medalie de argint și o medalie de bronz.